# Algerina Blanca
Algerina Blanca es un cultivar de higuera de tipo higo común Ficus carica, unífera de higos de epidermis con color de fondo verde blanquecino con sobre color morado difuso. Se cultiva en la colección de higueras de Montserrat Pons i Boscana en Llucmajor, Islas Baleares.

## Sinonimia
- „Angelina“ en Islas Baleares.[4][5][6]
- „Angelina Blanca“
- „Argelina“
- „De la Cotna“.

## Historia
Actualmente la cultiva en su colección de higueras baleares Montserrat Pons i Boscana, rescatada de un ejemplar que quedaba vivo y olvidado en una finca de cultivo de cereal en la localidad de Llucmajor en Mallorca.
La variedad 'Algerina Blanca' tiene muchas similitudes con una variedad cultivada en Campos denominada 'De La Cotna', pero presentan descriptores muy diferenciados.

## Características
La higuera 'Algerina Blanca' es una variedad unífera de tipo higo común. Árbol de mediano desarrollo, follaje esparcido con ramas colgando. Sus hojas con 3 lóbulos (20%), con 1 lóbulo (30%), y con 5 lóbulos (10%). Las hojas con dientes presentes y márgenes serrados poco marcados. 'Algerina Blanca' es de producción de bajo rendimiento de higos. La yema apical cónica de color verde.
Los higos 'Algerina Blanca' son higos con forma urceolada, que no presentan frutos aparejados y pocas formaciones anormales, de unos 27 gramos en promedio, de epidermis gruesa de color de fondo verde blanquecino con sobre color morado difuso. Ostiolo de 2 a 3 mm con escamas medianas rosadas. Pedúnculo de 2 a 3 mm cónico verde oscuro. Grietas ausentes. Costillas marcadas. Con un ºBrix (grado de azúcar) de 28, sabor dulce, con consistencia fuerte, con color de la pulpa rojo pálido que cuando el higo está maduro pasa a rojo más intenso. Con cavidad interna ausente. Son de un inicio de maduración sobre el 14 de agosto hasta el 18 de septiembre. Son resistentes a la lluvia.
Bueno para higo seco ya que no presenta ningún problema de secado. Muy resistente a la lluvia, al transporte y a la apertura del ostiolo. Piel gruesa pero muy fina lo que facilita su pelado, tradicionalmente se ha utilizado para alimentación de ganado ovino y porcino. Por su resistencia en el transporte se está intentando potenciar para su consumo en fresco.

## Cultivo
'Algerina Blanca', es una variedad reconocida por su piel gruesa lo que facilita su transporte en fresco, que se está tratando de recuperar de ejemplares cultivados en la colección de higueras baleares de Montserrat Pons i Boscana en Llucmajor.